# Digital Audio Broadcasting

DAB, DAB+, DMB wereldwijd
Landen met regelmatige uitzendingen
Landen met tests
Geïnteresseerde landen
DAB niet langer gebruikt

Digital Audio Broadcasting (DAB, soms ook aangeduid met Terrestrial Digital Audio Broadcasting of T-DAB) is een Europees systeem dat sinds 1993 gedigitaliseerde radio-uitzendingen mogelijk maakt, als alternatief voor analoge radiosignalen.
DAB maakt een storingsvrije ontvangst mogelijk, waarbij bovendien meer zenders mogelijk zijn. Dit kan een oplossing bieden voor capaciteitsproblemen op de FM-band. Bovendien is het mogelijk om tijdens de uitzendingen meer randinformatie door te sturen en (voor de luisteraars) de radioreclames weg te filteren.
Een nadeel van DAB is dat de luisteraar de digitale radioprogramma's alleen kan ontvangen met een radio met DAB-ontvanger. Massaproductie moet de prijs gaan drukken, maar huidige ontvangers zijn nog duurder dan analoge ontvangers. Op termijn zou DAB de uitzendingen van de FM-band kunnen vervangen.
In Nederland zijn de publieke omroepen sinds februari 2004 via DAB en sinds 14 oktober 2013 via DAB+ te beluisteren. Sinds 1 september 2013 zijn de commerciële landelijke omroepen via DAB+ te beluisteren. Ook de meeste publieke regionale omroepen zijn sinds mei 2015 te horen via DAB+. In de Randstad moesten luisteraars wachten tot september 2015 voor het ontvangen van de publieke regionale radiozenders via DAB+. Ook in België zendt de openbare omroep VRT sinds oktober 2017 in DAB+ uit. De Franstalige omroep RTBF en de Duitstalige omroep BRF volgden op 4 november 2019.

## Geschiedenis
DAB is in ontwikkeling sinds 1981 aan het Institut für Rundfunktechnik (IRT). In 1985 werden de eerste DAB-demonstraties gehouden op het WARC-ORB in Genève en in 1988 werden de eerste DAB-transmissies uitgevoerd in Duitsland. Latere versies van DAB (of Eureka-147) werden ontwikkeld als een onderzoeksproject van de Europese Unie (Eureka Project nummer EU147), dat gestart is in 1987 als initiatief van een consortium samengesteld in 1986. De MP2 (MPEG-1 Layer-2)-audiocodering is ontwikkeld als deel van het EU147-project. DAB was de eerste standaard gebaseerd op de modulatietechniek orthogonal frequency division multiplexing (OFDM) en is sindsdien een van de populairste transmissieprotocollen geworden voor moderne  digitale breedbandcommunicatiesystemen.

## Technologie

### DAB
De belangrijkste technologieën waarvan DAB gebruikmaakt zijn MPEG1, Layer 2, COFDM (Coded OFDM), MPEG 4/AAC+-codering, en Unequal Error Protection (UEP).
Verschillende radiozenders worden gebundeld in één multiplex en samen uitgezonden op één frequentie. De radio-ontvanger splitst dit signaal weer op in de verschillende stations.
DAB werkt bovendien met een Single-Frequency Network waardoor meerdere zendantennes in een land dezelfde frequentie gebruiken voor dezelfde multiplex, zonder last te hebben van interferentie bij overlappende signalen. Bij FM moeten sommige regio's bepaalde frequenties vrij houden omdat een zender in een naburige regio deze al gebruikt. Bij DAB is overlappende ontvangst juist een voordeel. Een radio kan een zwak signaal van meerdere verschillende zendantennes ontvangen en daar een beter signaal uit samenstellen.

### DAB+
Na de ervaringen en kritiek op de oorspronkelijke versie van DAB in de pionierslanden is in 2005 de Technical Committee van WorldDMB gevraagd te studeren op verbeteringen. Een opgewaardeerde versie, met de naam DAB+, is door WorldDMB (vaststeller van DAB-standaarden) in 2007 gepubliceerd. De basis is onveranderd, er wordt nog steeds gebruikgemaakt van multiplexen en een Single-Frequency Network maar in plaats van MPEG1, Layer 2 wordt gebruikgemaakt van de MPEG 4/AAC+-codering, ook bekend als HE-AAC, waardoor op veel lagere bitrates al een goede geluidskwaliteit gehaald kan worden. Daarnaast is de foutcorrectie dankzij het gebruik van Reed-Solomon verbeterd, zodat ook bij mindere ontvangst een betere geluidskwaliteit gegarandeerd kan worden. Door de fors hogere efficiëntie van AAC+ kunnen aanzienlijk meer radiozenders gebruikmaken van dezelfde frequentieruimte in vergelijking met de oude DAB-standaard. Praktijktests in Australië suggereren dat DAB+ ongeveer driemaal zo efficiënt is als DAB.
Oudere DAB-ontvangers zijn niet in staat om DAB+ te decoderen, nieuwe DAB+-ontvangers kunnen beide standaarden aan. Hierdoor zal de oude DAB-standaard in het Verenigd Koninkrijk, waar al relatief veel DAB-ontvangers verkocht zijn, niet snel door DAB+ vervangen worden. Landen waarin DAB niet of zeer beperkt waren ingevoerd – waar weinig ontvangers waren verkocht – zullen bij de (her)invoering direct DAB+ gaan gebruiken. DAB+ is in onder andere Australië, België, Duitsland, Gibraltar, Hongkong, Italië, Malta, Nederland, Tsjechië en Zwitserland in gebruik genomen. In Frankrijk, Ierland, Maleisië, Polen en Zweden lopen DAB+-proefprojecten. In Denemarken en Noorwegen zijn migratietrajecten van DAB naar DAB+ gestart.
Een migratie van DAB naar DAB+ is betrekkelijk eenvoudig. Bestaande DAB-infrastructuur is te gebruiken voor DAB+-uitzendingen en DAB+- en DAB-stations kunnen naast elkaar worden uitgezonden. Oudere DAB-radio’s negeren het DAB+-signaal, modernere radio’s die beide kunnen ontvangen zullen de voorkeur geven aan het DAB+-signaal. In sommige landen worden dezelfde zenders daarom in zowel DAB (voor luisteraars met oudere ontvangers) als DAB+ (in hogere kwaliteit) uitgezonden.

## Geluidskwaliteit

### DAB
Bij DAB wordt op 48 kHz bemonsterd stereogeluid gecomprimeerd volgens MPEG1, Layer 2, in de volksmond MP2 Audio genoemd. Een andere naam voor de techniek is Musicam. De gebruikte bitsnelheid voor DAB is doorgaans 128 kb/s, maar hogere bitsnelheden zijn mogelijk; incidenteel komt men 160 en 192 kb/s-uitzendingen tegen. MP2 Audio op 128 kb/s kan een sterk hoorbaar kwaliteitsverlies ten opzichte van ongecomprimeerd geluid hebben.
De analoge FM-band heeft een frequentiebereik van 0–15 kHz. De frequentiemodulatie onderdrukt stoorsignalen; FM is normaal gesproken ruisvrij waardoor het geluid vrijwel verliesvrij overgebracht wordt. Nadeel van FM is dat tonen hoger dan 15 kHz door FM worden verwijderd en ontbreken. Jongere mensen, die signalen boven de 15 kHz kunnen horen, ervaren dit als een kwaliteitsverlies. Bij MP2 Audio zijn deze tonen door de hoge bemonsteringsfrequentie wel aanwezig, wat het vergelijken van de geluidskwaliteit van FM en DAB moeilijk maakt. FM heeft vergeleken met een 128 kb/s-datastroom duidelijk minder vervorming en kan hierom als beter beschouwd worden, maar als men bijvoorbeeld naar muziek luistert waar relatief veel hoge tonen in komen, dan valt DAB te verkiezen. Zeker is dat de veelgebruikte bitsnelheid van 128 kb/s onvoldoende is om de veelvuldig beloofde cd-kwaliteit waar te maken. Bij hogere bitsnelheden wordt de geluidskwaliteit op reguliere ontvangers (niet-Hifi) transparant met een cd-opname.
FM haalt in de ether bij voldoende ontvangst een signaal-ruisverhouding van ongeveer 50 dB, als de ontvanger vlak bij de zender staat is meer dan 80 dB haalbaar. Een cd-opname haalt zo'n 90 dB. DAB haalt de 10 dB nog niet, maar dit komt voornamelijk doordat weggelaten tonen wel meetellen in de signaal-/ruisverhouding, maar volgens het psychoakoestische model, waarop de compressie gebaseerd is, gemaskeerd zijn door andere tonen. Overigens wordt de kwaliteit van popstations doorgaans meer beperkt door de extreme dynamiekcompressie die in de studio wordt toegepast dan door de mogelijkheden van de gebruikte zendtechniek.
Moderne compressietechnieken bieden aanzienlijk betere geluidskwaliteit dan MP2 Audio op 128 kb/s. De reden dat DAB gebruikmaakt van een achterhaalde compressietechniek schuilt in de leeftijd van de techniek: toen DAB in 1993 gelanceerd werd was er weinig beters beschikbaar. Daarnaast is er minder rekenkracht nodig om MP2 Audio te decoderen, wat zowel de prijs als de energiebehoefte van de ontvangers ten goede komt. Ook speelt mee dat MP2 Audio licentievrij kan worden gebruikt in zowel encoders als decoders en beter bestand is tegen fouten bij de ontvangst (met andere woorden: geeft minder hoorbare storing).

### DAB+
Tijdens het ontwikkelen van de DAB+-standaard is gekozen voor een forse sprong voorwaarts ten opzichte van MPEG 1, Layer 2 (MP2) en MPEG1, Layer 3 (MP3) met de keuze voor een sub-variant van de moderne MPEG4/AAC-standaard. HE-AACv2, ook wel AAC+ genoemd, is een onderdeel van de AAC-familie die speciaal is geoptimaliseerd voor muziek met een hoge geluidskwaliteit bij lage (<96 kb/s) bitrates.
Bij gestandaardiseerde dubbelblinde MUSHRA-luistertests van de European Broadcasting Union (EBU) gaf het luisterpanel HE-AAC op 48 kb/s een waardering van “Good to Excellent” en op 64 kb/s een waardering “Excellent”. In de praktijk wordt er in landen die DAB+ gebruiken voor spraak veelal gekozen voor 48 kb/s, en voor muziek 64 kb/s of 96 kb/s.
Nadeel is vooral voor draagbare ontvangers het veel hogere energieverbruik (batterij).

## Frequenties
Er zijn in Europa twee banden gedefinieerd voor DAB-uitzendingen:
- Tv-band III (174–230 MHz) (VHF)
- L-Band (1452–1492 MHz) (UHF)

In Nederland en België wordt alleen in band III uitgezonden, maar er zijn in Nederland tests geweest in de L-band. Deze was gereserveerd voor lokale omroepen maar die zenden inmiddels ook op band III uit.
In onderstaande plaatjes zijn de frequentierechten in band III weergegeven die zijn overeengekomen tussen België, Nederland en de buurlanden tijdens de Regionale Radiocommunicatie Conferentie (RRC) in 2006. Sinds 2006 zijn er een klein aantal wijzigingen gemaakt (zoals een 5C - 9C frequentieruil tussen Duitsland en Nederland) die niet in deze plaatjes zijn verwerkt.

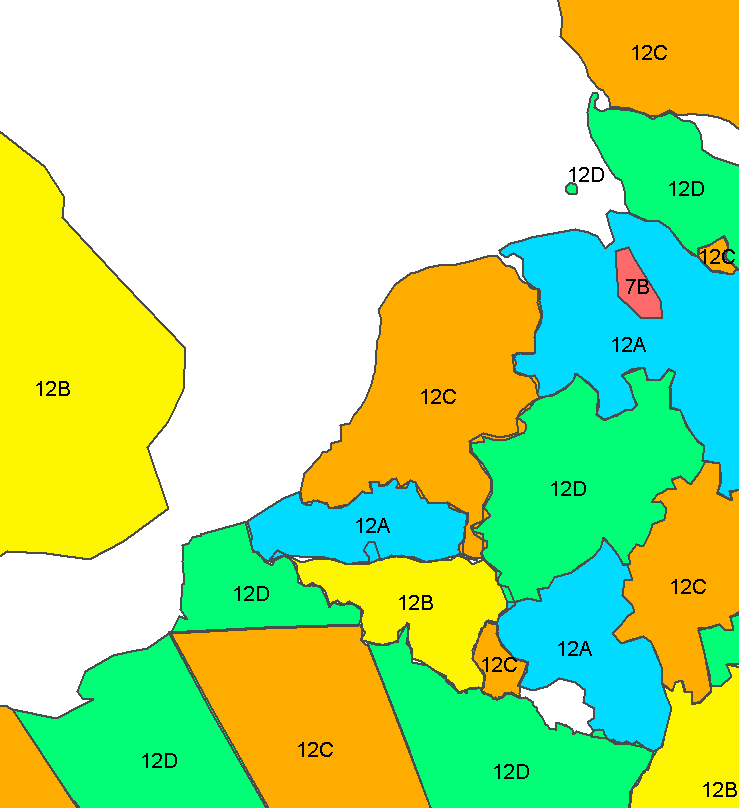
DAB Layer 1 Band III (Frankrijk gebruikt 12C en 12D voor andere diensten dan digitale omroep)
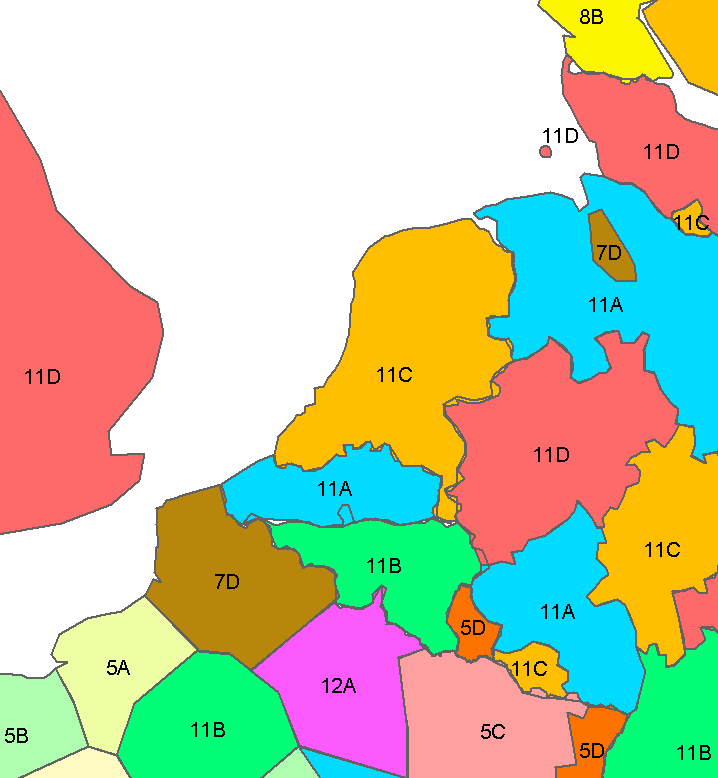
DAB Layer 2 Band III
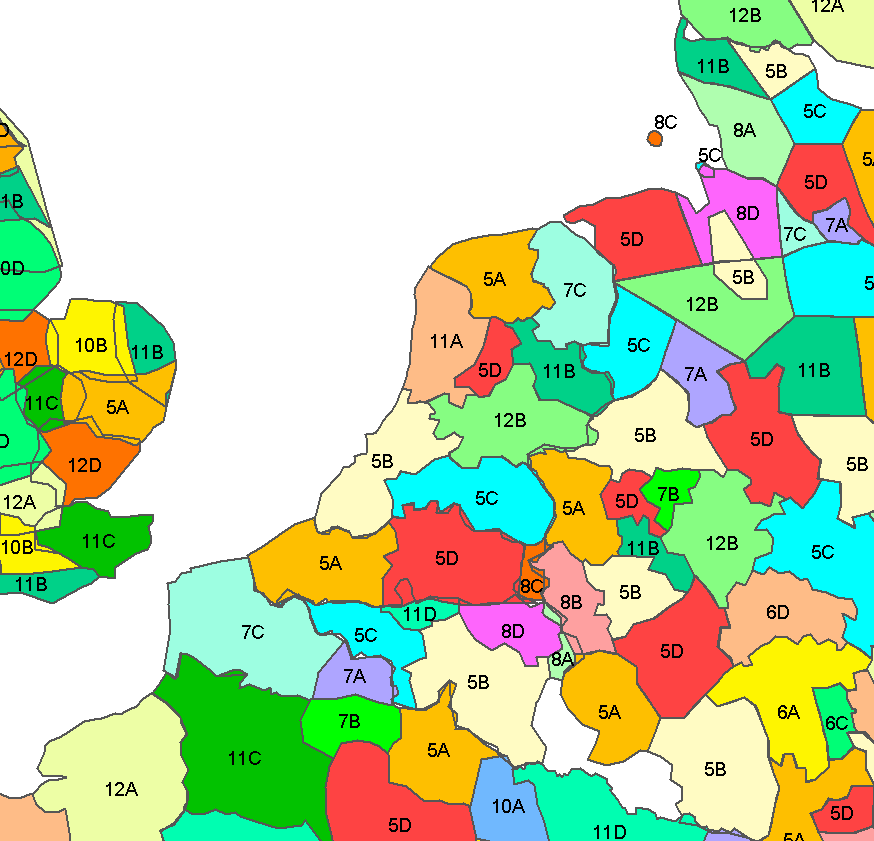
DAB Layer 3 Band III
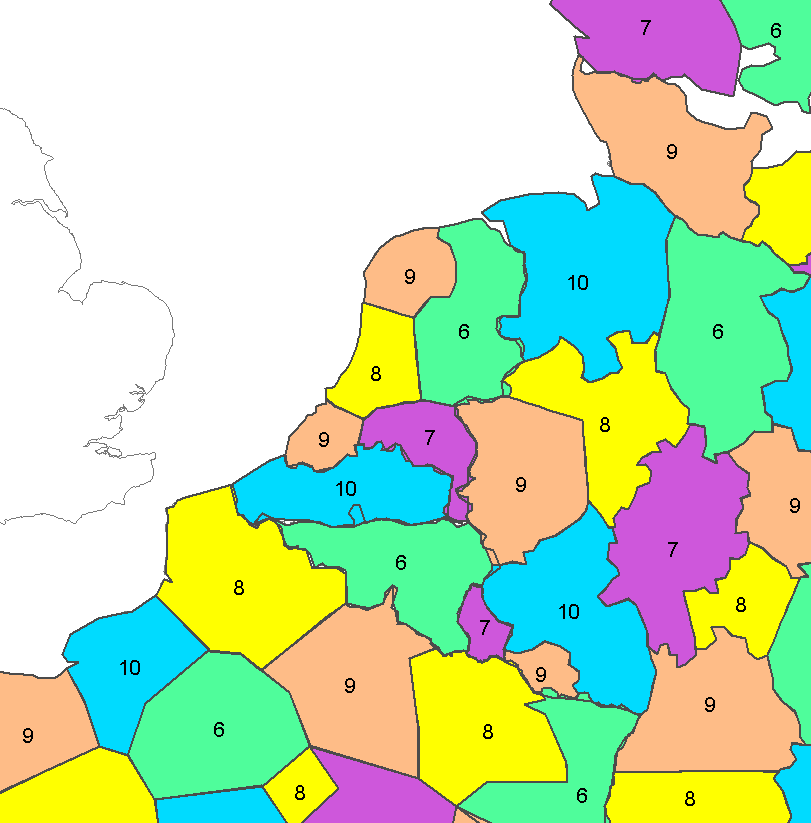
DVB Layer Band III (Groot-Brittannië gebruikt 5C t/m 9D voor andere diensten dan digitale omroep)

De tv-band III loopt van 174 tot 230 MHz en bestaat van oudsher uit 8 analoge televisiekanalen van 7 MHz, namelijk kanaal 5 t/m 12. Deze kanalen zijn in Nederland niet meer in gebruik voor analoge televisie. De analoge televisiekanalen dienen wel als basis voor de huidige DVB- en DAB-kanalen in band III: een DVB-kanaal is ook 7 MHz breed. Een DAB-multiplex gebruikt slechts een kwart van de bandbreedte van een televisiekanaal. Daarom is voor de nummering van de DAB-kanalen elk televisiekanaal in 4 gesplitst met een bijkomende letter A, B, C of D, gerangschikt volgens frequentie. Zo is DVB-kanaal 7 bijvoorbeeld opgesplitst in DAB-kanaal 7A, 7B, 7C en 7D.
In de L-band heeft men de kanalen verdeeld in LA, LB, ... tot LW. In totaal 23 kanalen, waarvan op dit moment de hoogste 7 voorbehouden zijn voor S-DAB (via satelliet, maar is nooit gebruikt).
Een voordeel van DAB ten opzichte van AM en FM is de mogelijkheid om met Single Frequency Networks (SFN) te werken. Dit zijn netwerken waarbij de multiplex door meerdere zenders op dezelfde frequentie wordt uitgezonden. Deze techniek is mogelijk doordat DAB gebruikmaakt van OFDM, net zoals DVB-T en Digital Radio Mondiale. Door deze SFN's is er minder frequentieruimte nodig om hetzelfde aantal radiozenders te kunnen uitzenden en is het betrekkelijk eenvoudig om steunzenders te zetten om het zendbereik te vervolledigen. Alle zenders die onderdeel zijn van een SFN moeten precies dezelfde programma's uitzenden, daar is binnen een SFN geen onderscheid in mogelijk.
Overigens zij opgemerkt dat deze eigenschap voor lokale omroepen een groot nadeel is. Voor uitzendingen op de FM-band kunnen lokale omroepen in Nederland een frequentie aanvragen bij het Agentschap Telecom en vervolgens een zender met een beperkt vermogen ergens in een hoog gebouw midden in hun verzorgingsgebied neerzetten. Door de tijdmultiplexing moeten bij DAB voor een efficiënt gebruik van de beschikbare band verschillende omroepen dezelfde zender gebruiken, wat voor een lokale omroep bijzonder onpraktisch is.

## Aanvullende diensten

### RadioText+
RadioText+ (RT+) is een uitgebreide variant van RadioText zoals het op FM als onderdeel van FM-RDS (Radio Data System) gebruikt wordt. RadioText wordt op FM doorgaans gebruikt om maximaal 64 karakters aan tekst door te sturen met bijvoorbeeld een naam van de zender, artiest of reclame. Er wordt ook een datum- en tijdsignaal meegestuurd waar radio’s die het ondersteunen hun klok mee kunnen synchroniseren.
Waar de oude RadioText-standaard eigenlijk alleen geschikt was voor westerse karakters ondersteunt RadioText+ ook de internationale UTF-8 karakterset zodat het een veel internationaler toepassing heeft.
De opvallendste uitbreiding is de ondersteuning voor een uitgebreide reeks ‘meta informatie’ over bijvoorbeeld welk muziekstuk er op dat moment gespeeld wordt. Net als bij moderne digitale mediaspelers kunnen er aparte velden met onder andere artiestnaam, titel, albumnaam en speelduur meegestuurd worden. Radio’s die dit ondersteunen kunnen dit apart op het display weergeven, onafhankelijk van eventuele andere tekst die een station meestuurt.

### TPEG
DAB+ kan worden aangevuld met TPEG, een standaard voor het communiceren van verkeersinformatie via DAB+. De naam van de standaard is afgeleid van de ‘Transport Protocol Experts Group’, een groep van experts die onder leiding van de Europese Radio-unie de opdracht heeft om een taalonafhankelijke en flexibele verkeersinformatiestandaard te ontwikkelen.
TPEG is gedeeltelijk doorontwikkeld op RDS-TMC, de verkeersinformatie component van FM-RDS die gebruikt wordt voor FM-radio. De huidige TPEG-standaard ondersteunt verkeersinformatie, openbaar vervoersinformatie en locatie informatie. Daarnaast worden op dit moment een aantal uitbreidingen ontwikkeld die onder meer parkeerinformatie, verkeersopstoppingen, reistijd en weersinformatie kunnen doorgeven.
De met TPEG verzonden informatie kan naast autoradio’s ook door navigatiesystemen worden gebruikt om gratis actuele verkeersinformatie op te vangen en gebruiken.
De TPEG-informatie wordt als een aparte dataservice op een multiplex uitgezonden en is onafhankelijk van een specifiek radiostation. Het is al in gebruik in onder andere het Verenigd Koninkrijk en Duitsland.

## Invloed van DAB op het zenderaanbod
De praktijk in onder andere het Verenigd Koninkrijk en Australië heeft uitgewezen dat twee technische voordelen van DAB boven FM invloed blijken te hebben op het zenderaanbod.
Door de grotere capaciteit zijn er theoretisch honderden radiostations mogelijk. In Londen waren bijvoorbeeld in mei 2011 meer dan 60 DAB-radiostations in de lucht. Dit heeft als gevolg dat er meer ruimte is voor zenders met een niche of specialistische doelgroep, die in een vol spectrum nooit rendabel zouden zijn.
Bij DAB hoeft de luisteraar geen frequenties meer te onthouden, radiostations worden geselecteerd uit een rij met namen van beschikbare stations. Hierdoor hoeven geen campagnes gevoerd te worden om de bekendheid van een specifieke frequentie te verhogen. Dit maakt het opzetten van tijdelijke radiostations veel eenvoudiger en in onder meer het Verenigd Koninkrijk en Australië zijn er tijdelijke radiostations rond grote sportevenementen of tijdelijke themazenders te horen.

## DAB als vervanging van FM
Er zijn geen plannen om Fm in Nederland op korte termijn uit te schakelen, Men, verwcht dat FM voorlopig blijft bestaan, zeker tot minimaal 2035, ook omdat vergunningen recent opnieuw zijn verleend. 
In België is er sinds 2016 het plan om de landelijke radio's enkel nog te laten uitzenden via DAB+, en de FM-uitzendingen af te schaffen. Dit terwijl anno 2016 de commerciële landelijke radio's nog geen DAB+-uitzendtechnologie gebruiken, en slechts 3% van de huidige Belgische bevolking via DAB naar de radio luistert. De meningen over het al dan niet halen van de streefdatum zijn dan ook verdeeld, maar de radiozenders staan achter het initiatief.
In een aantal andere landen zijn er ook concrete ideeën over het vervangen van FM door DAB. Dit zijn over het algemeen landen waar DAB wel al redelijke tijd in gebruik is en inmiddels een significant deel van de luistermethode uitmaakt. In de meeste gevallen wordt met "het uitschakelen van FM" bedoeld dat alle grote landelijke publieke en commerciële omroepen van FM naar DAB verhuizen. Daarna kan de dure landelijke FM-infrastructuur uitgeschakeld worden en de FM-bandvergunningen uitsluitend voor lokale en regionale omroepen worden herverdeeld.
- In Noorwegen werd het landelijke FM-netwerk uitgeschakeld in januari 2017[3] en worden FM-vergunningen uitsluitend nog verstrekt aan lokale en regionale omroepen.
- In Denemarken werd overwogen om het landelijke FM-netwerk in 2019 uit te schakelen als in 2018 het aandeel van analoge luisteraars tot 50% is gezakt.[4]Men wilde uiterlijk 2021 Fm uitschakelen.[5] Onlangs heeft men Nova FM een nieuwe vergunning gegeven om FM uit te zenden en deze vergunning is 8 jaar geldig.[6]
- In Zweden zijn plannen gemaakt om in 2022 een migratie van alle landelijke omroepen van FM naar DAB+ afgerond te hebben zodat landelijke FM-uitzendingen gestaakt kunnen worden.[7]

In andere landen zijn plannen om FM te vervangen door DAB uitgesteld door de snel veranderende luistergewoontes, zoals bv. de opkomst van de slimme speaker.
- In het Verenigd Koninkrijk heeft de regering in april 2022 besloten om in ieder geval tot 2030 uitzendingen via FM voort te zetten. Daarmee werd het plan om FM-uitzending uit te schakelen, wanneer o.a. het marktaandeel onder de 50% zou zakken, losgelaten.[9]

## DAB en DVB-T
DAB mag niet verward worden met Digital Video Broadcast (DVB-T), eveneens een digitale techniek voor etheruitzendingen, maar uitgevonden voor digitale televisie. Ook op DVB-T kunnen radioprogramma's uitgezonden worden.
In Vlaanderen zond de VRT de radio-uitzendingen zowel op DAB als DVB-T uit, maar die laatste verdween eind 2018. In Nederland zijn de NPO en Digitenne de (publieke resp. commerciële) aanbieders van DVB-T-uitzendingen, die eveneens radiokanalen bevatten.

## Gebruik

### Nederland

#### Kanalen (Landelijk)
- "NPO" (NPO) - Kanaal 12C - 227,360 MHz

| Zender                     | Bitrate  |
| -------------------------- | -------- |
| NPO Radio 1                | 112 kbps |
| NPO Radio 2                | 112 kbps |
| NPO 3FM                    | 112 kbps |
| NPO Klassiek (NPO Radio 4) | 144 kbps |
| NPO Radio 5                | 112 kbps |
| NPO Campus Radio           | 104 kbps |
| NPO BLEND                  | 112 kbps |
| NPO FunX                   | 112 kbps |
| NPO Soul & Jazz            | 104 kbps |
| NPO SterrenNL              | 112 kbps |

- "DAB+" (VCR) - Kanaal 11C - 220,352 MHz

| Zender                          | Bitrate |
| ------------------------------- | ------- |
| 100% NL                         | 80 kbps |
| BNR Nieuwsradio                 | 64 kbps |
| Groot Nieuws Radio              | 64 kbps |
| Joe                             | 96 kbps |
| Qmusic                          | 80 kbps |
| Qmusic Non-stop                 | 80 kbps |
| R4ALL.NL                        | 96 kbps |
| Radio 10                        | 80 kbps |
| Radio 538                       | 80 kbps |
| Radio 538 Non-stop              | 72 kbps |
| Radio Veronica                  | 88 kbps |
| Sky Radio                       | 80 kbps |
| Sky Radio Hits / Sky Radio Xmas | 72 kbps |
| SLAM!                           | 88 kbps |

- "DAB+" (Commerciële omroepen) - Kanaal 9C - 206,352 MHz

| Zender                      | Bitrate |
| --------------------------- | ------- |
| Groot Nieuws Radio Non-stop | 64 kbps |
| KINK                        | 96 kbps |
| KINK 80s                    | 64 kbps |
| KINK 90s                    | 64 kbps |
| Qmusic 90s & 00s            | 96 kbps |
| Qmusic Foute Uur            | 96 kbps |
| Qmusic Top 40               | 96 kbps |
| Radio 10 60s & 70s Hits     | 72 kbps |
| Radio 10 80s Hits           | 72 kbps |
| Radio 538 Classics          | 72 kbps |
| Radio Maria                 | 96 kbps |
| Sky Radio Love Songs        | 72 kbps |
| Sublime                     | 96 kbps |
| SUNLITE                     | 96 kbps |

- "MTVNL" (Mobiele TV Nederland B.V.) - Kanaal 7D - 194,064 MHz

| Zender           | Bitrate |
| ---------------- | ------- |
| 4EVER49 Radio    | 96 kbps |
| BBC WORLDSERVICE | 48 kbps |
| BG Radio         | 96 kbps |
| GLXY Home Of Rap | 96 kbps |
| GOD Radio        | 96 kbps |
| Grand Prix Radio | 64 kbps |
| KINK DISTORTION  | 64 kbps |
| Magic FM         | 64 kbps |
| TOMRRWLND OWR NL | 72 kbps |
| Vibe Radio       | 64 kbps |
| Vintage Veronica | 96 kbps |

Daarnaast was er in 2005 en 2006 een proef in Amsterdam in verband met het bereik van lokale multiplexen, uitgevoerd door de Universiteit Twente. Over deze zenders (kanalen 12B en LH) worden Radio Noord-Holland, City FM, een aantal kanalen met testmuziek en een kanaal met DMB-video uitgezonden. Begin 2007 was er een test met geautomatiseerde verkeersinformatie, gebaseerd op een systeem dat al in Duitsland wordt gebruikt.
In 2006 vroeg de Nederlandse Tweede Kamer toenmalig minister Brinkhorst om de verdere uitrol van DAB op een laag pitje te zetten in afwachting van de op handen zijnde verbeteringen in de vorm van DAB+.
Onafhankelijk van de formele proef met DAB heeft een aantal commerciële radiostations in de zomer van 2007, uit ongeduld over het trage beschikbaar komen van extra frequenties, de digitale FMeXtra-techniek in gebruik genomen op de FM-band, maar de tests werden in november dat jaar alweer beëindigd.
Het nieuwe DAB+ wordt op termijn gezien als vervanger van de FM omroepband.
Verder wordt de DAB-frequentieruimte technologieneutraal, dat betekent dat op de frequenties modernere technieken dan DAB gebruikt mogen worden, zoals DMB en DAB+.

#### Vergunningen
Begin 2009 zijn er door het Agentschap Telecom twee pakketten geveild:
1. Eén landelijk dekkend pakket in band VHF-III is gewonnen door Mobiele TV Nederland, dat het pakket wil gebruiken voor televisieprogramma's voor mobiele telefoons in DMB-formaat. Het pakket bestaat dan uit negen regionale multiplexen:
  - 5A - Friesland
  - 5B - Zuid-Holland en Zeeland
  - 5C - Noord-Brabant en Noord-Limburg
  - 5D - Flevoland
  - 7C - Groningen en Drenthe
  - 8C - Zuid-Limburg
  - 11A - Noord-Holland
  - 11B - Overijssel
  - 12B - Gelderland en Utrecht
2. Eén landelijk dekkend pakket in de L-band is gewonnen door Callmax, dat lokale radio in DAB+ en televisie in DMB-formaat wil aanbieden. Vanwege tegenvallende belangstelling van lokale omroepen zijn de plannen voorlopig in de ijskast gezet. Het pakket bestaat uit 141 lokale multiplexen, waarvoor de kanalen LA t/m LP gebruikt worden.

In april 2011 zijn de FM-vergunningen van de commerciële radiostations verlengd, onder voorwaarde dat zij hun programma's ook via digitale radio gaan uitzenden. Hiervoor krijgen zij de beschikking over twee multiplexen:
1. De commerciële landelijke FM-omroepen maken gebruik van één landelijk dekkende multiplex op kanaal 11C.
2. De commerciële regionale FM-omroepen en de commerciële AM-omroepen krijgen een 'bovenregionaal' pakket, dat uit vijf multiplexen bestaat:
  - 6B - Oost (Groningen, Drenthe, Overijssel, Gelderland)
  - 7A - Zuid (Noord-Brabant en Limburg)
  - 8A - West (Noord-Holland zuid, Zuid-Holland, Utrecht, Flevoland)
  - 9D - Noordwest (Noord-Holland noord en Friesland)
  - 9D - Zuidwest (Zeeland)

Alle landelijke commerciële vergunninghouders hebben de verplichting hun bestaande FM-uitzendingen ook digitaal uit te zenden, ook wel "simulcasting" genoemd. Daarnaast hebben zij capaciteit voor een tweede kanaal voor digitale radio voor programma's die momenteel nog niet landelijk via de FM worden uitgezonden. Hierdoor ontstaat de mogelijkheid voor nieuwe zenders die alleen via digitale radio te ontvangen zijn. De vergunning staat toe om, onder voorwaarden, dit tweede kanaal door te verhuren aan een andere partij.
Hoewel de commerciële landelijke vergunningen in principe techniekneutraal zijn en voor zowel DAB als DAB+ gebruikt mogen worden, hebben de Nederlandse commerciële omroepen gekozen voor DAB+. Deze vergunningen bevatten bovendien een kwaliteitsnorm zodat een geluidskwaliteit ten minste gelijk aan of beter dan FM gewaarborgd zal zijn. De minister schrijft:
"Een geluidskwaliteit die ten minste vergelijkbaar is met de geluidskwaliteit die kan worden behaald met een MPEG2 192 kb/s of AAC+ 48 kb/s stereo-uitzending". De vergunning vereist geluidskwaliteit als criterium en niet bitrate zodat bijvoorbeeld het uitzenden van een 64 kb/s MP3-stream via een 48 kb/s AAC+-kanaal niet als voldoende wordt beschouwd. Een 64 kb/s MP3 stream zal immers aanzienlijk slechter klinken dan een 48 kb/s AAC+-stream.
In juni 2012 kondigden de NPO (Nederlandse Publieke Omroep) en de VCR (Vereniging voor Commerciële Radio) aan gezamenlijk DAB+ uit te rollen. De commerciële DAB+-stations zijn op 1 september 2013 gestart, de Publieke Omroep zendt sinds 14 oktober 2013 uit in DAB+.

#### Dekking
- De Publieke Omroep zendt in vrijwel heel Nederland uit met DAB+. Tussen november 2013 en maart 2014 zijn 14 extra zenders geïnstalleerd als onderdeel van 'fase 2' in het uitrolprogramma. Een datum voor de start van 'fase 3', waarmee ontvangst binnenshuis verbeterd moet worden, is nog niet bekendgemaakt.
- De nationale commerciële omroepen zijn volgens de vergunning verplicht per 1 september 2013 in ten minste 40% en per 1 september 2015 in ten minste 80% van Nederland geografische dekking gerealiseerd te hebben. Zij hebben vanaf de start gekozen voor een landelijk dekkend netwerk.
- De bovenregionale omroepen zijn verplicht per 1 september 2015 gelijke dekking met DAB te hebben als hun analoge uitzendingen óf 80% van toegewezen bovenregionaal gebied. Per 1 januari 2017 moeten ze een dekking van 80% gerealiseerd hebben binnen hun toegewezen bovenregionaal gebied.

Aangezien Nederland ongelijkmatig bevolkt is lopen cijfers van geografische dekking en populatiedekking sterk uiteen. Het overgrote deel van de Nederlandse bevolking is te bereiken met een geografische dekking van 50%. Geografische dekkingscijfers zijn daarom voornamelijk van belang voor het luisteren in de auto.

### België
In Vlaanderen heeft de VRT sinds 1997 multiplex 12A (223,936 MHz) waarin, naast de bestaande analoge FM-radiostations van de VRT (Radio 1, Radio 2 (alle vijf regionale edities), Klara, Studio Brussel en MNM), ook nog drie stations zitten die enkel digitaal te ontvangen zijn, namelijk MNM Hits (non-stop hits), VRT NWS (continu herhaling van het meest recente nieuwsbulletin) en Klara continuo (non-stop klassiek). Al deze radiostations worden ook via DVB-T, DVB-C (Hieronder Telenet-TV) en Internet uitgezonden.
Op 20 mei 2015 is de netwerkoperator Norkring België begonnen met uitzendingen in DAB+ op multiplex 11A (216,928 MHz). Verschillende commerciële radio’s gebruiken dit netwerk. BBC World services is als laatste toegetreden in november 2015.
Op 17 oktober 2017, om 14u03 precies, staakte de Vlaamse publieke omroep VRT haar uitzendingen in de oude DAB-norm, en startte meteen uitzendingen op DAB+.  
Dankzij de omschakeling naar DAB+ is het voortaan mogelijk alle regionale uitzendingen van Radio 2 over het hele Vlaamse grondgebied te beluisteren.  Voorheen werd dagelijks een andere regionale uitzending aangeboden.  
Voor het nieuwskanaal VRT NWS werd gekozen voor 48kbps AAC+ (v2) Parametric Stereo-encoding, alle andere VRT-netten werden toebedeeld met 80kbps AAC+ (v1) stereo-encoding.
In mei 2016 kondigde toenmalig Vlaams minister van Media Sven Gatz aan dat tegen 2022 alle regionale zenders op DAB+ moeten uitzenden. Alleen lokale zenders mogen dan nog enkel op FM uitzenden.
In Wallonië zendt de RTBF ook een simulcast uit van hun FM-zenders (La Première, Vivacité, Musiq3, Classic 21 en Pure FM), BRF 1, BRF 2, en vier DAB+-testzenders (La Première BXL, Classic 21, Musiq3) en de alleen via het internet te ontvangen zender TARMAC.
In de Duitstalige Gemeenschap wordt vanuit Eupen sinds 6 december 2017 uitgezonden door de publieke Belgischer Rundfunk met hun radioprogramma's BRF1 en BRF2 en de commerciële zenders Radio 700, Radio Contact en 100'5 Das Hitradio.
Op 28 februari 2019 heeft Norking België ook de twee lokale multiplexen 5A(174,928 MHz)/5D(180,064MHz) in gebruik genomen, hieronder valt de online zender "Tomorrowland One World Radio" (tijdelijk te ontvangen op DAB tussen 28 februari en 31 augustus) en "Stadsradio Vlaanderen".
De VRT-radio schakelde op 5 maart 2019 voor haar DAB+ mux over op een volledig nieuw netwerk. Het contract met Norkring België is verlopen. Het vervolgcontract werd in de wacht gesleept door het Nederlandse Broadcast Partners. Waar Norkring voorheen Vlaanderen dekte met 20 zenders, bestaat het netwerk van Broadcast Partners uit 36 zendstations op andere locaties dan ervoor.

#### Kanalen
- "DAB+ VRT" - Kanaal 12A - 223,936 MHz

| Zender                     | Bitrate |
| -------------------------- | ------- |
| Klara                      | 88 kbps |
| Klara Continuo             | 88 kbps |
| MNM                        | 88 kbps |
| MNM Hits                   | 72 kbps |
| Radio 1                    | 88 kbps |
| Radio2                     | 88 kbps |
| Radio 2 LIM                | 88 kbps |
| Radio 2 O-VL               | 88 kbps |
| Radio 2 VL-BR              | 88 kbps |
| Radio 2 W-VL               | 88 kbps |
| VRT Radio Bene             | 72 kbps |
| Studio Brussel             | 88 kbps |
| Studio Brussel De Tijdloze | 72 kbps |
| VRT NWS                    | 40 kbps |

- "DAB+ VLAANDEREN1" - Kanaal 11A - 216,928 MHz

| Zender                      | Bitrate |
| --------------------------- | ------- |
| BBC Worldservice            | 48 kbps |
| Joe                         | 96 kbps |
| Joe 60's & 70's             | 96 kbps |
| Play Nostalgie              | 96 kbps |
| Nostalgie+                  | 96 kbps |
| Qmusic                      | 96 kbps |
| Q-All Stars                 | 96 kbps |
| Radio Maria                 | 96 kbps |
| Stadsradio Vlaanderen       | 96 kbps |
| Tomorowland One World Radio | 80 kbps |
| TOPradio                    | 80 kbps |
| TOPradio Versuz             | 80 kbps |
| Willy                       | 96 kbps |

- "DAB+ VLAANDEREN2" - Kanalen 5A (174,928 MHz) / 5D (180,064 MHz)

| Zender        | Bitrate |
| ------------- | ------- |
| Business AM   | 96 kbps |
| Crooze        | 96 kbps |
| JOE 80 & 90's | 96 kbps |
| JOE Easy      | 96 kbps |
| NRJ           | 96 kbps |
| POTZ          | 96 kbps |
| Q-Fout        | 96 kbps |
| RTBF Mix      | 96 kbps |
| Willy Class X | 96 kbps |

- Zenderlocaties:

| VRT / Broadcast Partners: | VRT / Broadcast Partners:                             |
| ------------------------- | ----------------------------------------------------- |
| West-Vl                   | Oostende (watertoren Maria Hendrikapark)              |
|                           | Brugge (Krakeleweg, haven)                            |
|                           | Oostduinkerke (watertoren Nieuwpoortsestnwg)          |
|                           | Wijtschate (Schoolstraat)                             |
|                           | Roeselare (Meensesteenweg aan Esso)                   |
|                           | Harelbeke (graanmolens Spinnerijstraat)               |
|                           | Knokke (watertoren Arcadelaan)                        |
| Oost-Vl                   | Aalter (Léon Bekaertlaan)                             |
|                           | Eeklo (aan oprit expressweg N49)                      |
|                           | Gent (graanmolens zeehaven, Geeraard v Den Daelelaan) |
|                           | Oudenaarde (Winkelstraat, Edelare)                    |
|                           | Ronse (Zandstraat 16, N425)                           |
|                           | Herzele (watertoren Zavelstr, Sint-Lievens-Esse)      |
|                           | Aalst/Erembodegem (hoek Industielaan/Ninovestnwg)     |
|                           | Sint-Niklaas (A.C. Driekoningenstr/Kazernestr)        |
| Vl-Brabant                | Sint-Genesius-Rode (Golflaan)                         |
|                           | Leuven (woontoren Sint-Maartensdal)                   |
|                           | Scherpenheuvel-Zichem/Testelt (Wijngaardstr)          |
|                           | Tienen (Lovensteen)                                   |
| Brussel                   | Financietoren                                         |
| Antwerpen                 | Antwerpen-Linkeroever (Chicago-building)              |
|                           | Merksem (Elia-site Vaartkaai)                         |
|                           | Wuustwezel (Sint Willebrordusstraat)                  |
|                           | Zoersel (Oostmallebaan t.o. Avia)                     |
|                           | Oud-Turnhout (watertoren Heiende)                     |
|                           | Geel (watertoren oprit Geel West E313)                |
|                           | Mechelen (watertoren Kruisbaan)                       |
|                           | Balen (watertoren Endstr)                             |
| Limburg                   | Overpelt (Elia-site Leukenstr)                        |
|                           | Maaseik (Politie-site Stationstr)                     |
|                           | Lummen (Touring-depot Klaverbladstr)                  |
|                           | Hasselt (graanmolens Hoogbrugkaai)                    |
|                           | Genk (Residentie Zonneweelde-laan)                    |
|                           | Lanaken (gemeentehuis, Jan Rosierlaan)                |
|                           | Sint-Truiden/Brustem (Elia-site Groenstr)             |
|                           | Tongeren (Eeuwfeestwal)                               |

| Norkring België | Norkring België                                   |
| --------------- | ------------------------------------------------- |
| West-Vl         | Oostende (flatgebouw 'De Mast')                   |
|                 | Brugge (Krakeleweg, haven)                        |
|                 | Oost-Vleteren (Elzendamme)                        |
|                 | Egem (Vliegveldweg)                               |
|                 | Bellegem (naast watertoren Perykelstr)            |
| Oost-Vl         | Gent (Proximustoren, Keizer Karelstraat)          |
|                 | Nieuwkerken-Waas (watertoren Blindestr)           |
|                 | Vloesberg (Rue La Louvière, Flobecq)              |
|                 | Aalst/Erembodegem (hoek Industielaan/Ninovestnwg) |
| Vl-Brabant      | Sint-Pieters-Leeuw (Victor Maloustr)              |
|                 | Veltem (Radioweg)                                 |
|                 | Attenrode Wever (Torenstr)                        |
| Brussel         | Financietoren                                     |
| Antwerpen       | Antwerpen (Boerinnestraat)                        |
|                 | Schoten (Houtvesterdreef)                         |
|                 | Oud-Turnhout (Schuurhovenberg)                    |
|                 | Meerhout (Elia-site Albertkanaal)                 |
|                 | Mechelen (Douaneplein)                            |
| Limburg         | Genk (Lousbeekstr)                                |
|                 | Sint-Truiden/Brustem (Elia-site Groenstr)         |
|                 | Millen (Elsterweg)                                |
|                 | Maaseik (Politie-site Stationstr)                 |
|                 | Overpelt (Elia-site Leukenstr)                    |